# Перти, Джакомо Антонио
Джакомо Антонио Перти (итал. Giacomo Antonio Perti, род. 6 июня 1661 г., Кревалькоре — ум. 10 апреля 1756 г., Болонья) — итальянский композитор эпохи барокко.

## Жизнь и творчество
Начальное музыкальное образование получил у дяди Лоренцо Перти. Продолжил обучение у Рокко Лауренти, Джузеппе Корси да Челано и Петронио Франческини. Работал в Венеции, Риме и в Парме. В 1690 году он замещает своего дядю в должности капельмейстера собора Сан-Пьетро, и с 1692 года — базилики Сан-Петронио в Болонье. Помимо этого Перти в течение длительного времени руководил болонской академией Филармоника (Accademia Filarmonica). Имел многочисленных учеников, среди которых стоит назвать Джузеппе Торелли, Джованни Баттиста Мартини, Франческо Антонио Уттини и Пирро Альбергати.
Как композитор Дж. А. Перти занимался сочинением оперной и церковной музыки: кроме нескольких десятков опер, он писал мессы, оратории, псалмы, гимны, кантаты и серенады.

## Сочинения

### Оперы
- Marzio Coriolano, 1683
- Oreste in Argo, 1685
- L’Incoronazione di Dario, 1686
- La Flavia, 1686
- La Rosaura, 1689
- Dionisio Siracusano, 1689
- Brenno in Efeso, 1690
- L’Inganno Scoperto per Vendetta, 1691
- Il Pompeo, 1691
- Furio Camillo,, 1692
- Nerone fatto Cesare, 1693
- La Forza della Virtù, 1694
- Laodicea e Berenice, 1695
- Penelope la Casta, 1696
- Fau sta restituita all’Impero, 1697
- Apollo Geloso, 1698
- Lucio Vero, 1700
- Astianatte, 1701
- Dionisio Re di Portogallo, 1707
- Venceslao, Ossia il Fraticida Innocente, 1708
- Ginevra Principessa di Scozia, 1708
- Berenice Regina d’Egitto, 1709
- Demetrio, 1709
- Rodelinda Regina de' Longobardi, 1710
- Un Prologo per il Cortegiano, 1739

### Оратории
- I due Gigli proporati nel Martirio di Santa Serafia e Santa Sabina, 1679
- Abramo, 1683
- Mosè, 1685
- Oratorio della Passione, 1685
- La Beata Imelde Lambertini, 1686
- La Morte del Giusto Overo il Transito di San Giuseppe, 1688
- Agar Scacciata, 1689
- La Passione di Cristo, 1694
- S. Galgano, 1694
- Cristo al Limbo, 1698
- Gesù al Sepolcro, 1703
- S. Giovanni, 1704
- La Sepoltura di Cristo, 1704
- S. Petronio, 1720
- La Passione di Cristo, 1721
- I Conforti di Maria Vergine, 1723
- L’Amor Divino, 1723